# Independență judiciară
Independența judiciară presupune că justiția trebuie să fie liberă de orice influențe ale guvernului, parlamentului, sau a altor interese private. Independența sistemului judiciar este esențială și importantă pentru ideea de separare a puterilor în stat.
Pentru a asigura independența justiției, diferite țări folosesc diferite mijloace de selecție pentru alegerea judecătorilor. O modalitate de a asigura independența judiciară este prin acordarea unui mandat pe viață sau mandat lung judecătorilor, care în mod ideal le dă posibilitatea să ia decizii în conformitate cu statul de drept și discreția judiciară, chiar dacă aceste decizii sunt nepopulare din punct de vedere politic sau se opun unor interese puternice. Acest concept a apărut în Anglia în secolul 18.
În unele țări, capacitatea sistemului judiciar de a verifica legiuitorul este sporită de puterea de control judicial. Această putere poate fi folosită, de exemplu, prin ordonarea unor anumite acțiuni atunci când sistemul judiciar percepe că o ramură a guvernului refuză să efectueze o datorie constituțională, sau prin declararea unor legi adoptate de către legislativ ca fiind neconstituționale.

## Teoria independenței judiciare

### Importanță
Independența judiciară servește drept garanție pentru drepturile și privilegiile oferite de o constituție limitată și împiedică intervenția executivă și legislativă asupra acestor drepturi. Acesta servește drept bază pentru statul de drept și democrație. Statul de drept înseamnă că toată autoritatea și puterea trebuie să provină dintr-o sursă de drept supremă. În cadrul unui sistem judiciar independent, instanțele și ofițerii săi nu sunt supuși intervenției inadecvate în treburile judiciare. Cu această independență, sistemul judiciar poate proteja drepturile și libertățile cetățenilor care asigură o protecție egală pentru toți.
Eficacitatea legii și respectul pe care oamenii îl au asupra legii și a guvernului care o adoptă depind de independența sistemului judiciar de a măsura decizii corecte. Mai mult, este un pilon al creșterii economice, deoarece întreprinderile multinaționale și investitorii au încredere să investească în economia unei națiuni care are o justiție puternică și stabilă, independentă de interferențe. Rolul puterii judecătorești în stabilirea validității alegerilor prezidențiale și parlamentare necesită, de asemenea, independența sistemului judiciar.

### Dezavantaje
Dezavantajele de a avea o justiție care este aparent prea independentă includ un posibil abuz de putere de către judecători.Interesul propriu, dăruirea ideologică și chiar corupția pot influența deciziile judecătorilor fără a exista controale și balanțe pentru a preveni acest abuz de putere dacă sistemul judiciar este complet independent. Relația dintre sistemul judiciar și executiv este o serie complexă de dependențe și interdependențe care se contractează reciproc și trebuie să fie atent echilibrate. Nu poți fi prea independent de celălalt. În plus, sprijinul judiciar al executivului nu este la fel de negativ, deoarece se pare că executivul este ramura guvernului cu cea mai mare pretenție de legitimitate democratică. În cazul în care sistemul judiciar și executivul se află în mod constant în conflict, niciun guvern nu poate funcționa bine.

## Fundamente economice
Știința economiei constituționale studiază chestiuni  precum distribuirea corectă a bugetului național, inclusiv cheltuielile guvernamentale privind sistemul judiciar. În țările în curs de dezvoltare, cheltuielile pentru sistemul judiciar pot fi controlate de către executiv. Acest lucru subminează principiul independenței judiciare, deoarece creează o dependență financiară a sistemului judiciar de executiv. Este important să se facă distincția între două metode de corupție din sistemul judiciar: corupția din mediul de stat (prin planificarea bugetului și privilegii, aceasta fiind cea mai periculoasă), și corupția din mediul privat. Corupția din sistemul judiciar poate împiedica capacitatea întreprinderilor de a funcționa optim și de a facilita creșterea și dezvoltarea unei economii de piață.
În unele țări, constituția interzice ramurii legislative să reducă salariile judecătorilor în funcție.

## Dezvoltarea conceptului

### Evoluțiile naționale și internaționale
Dezvoltarea independenței judiciare poate implica un ciclu între dezvoltarea legislației naționale, care are un impact asupra dreptului internațional și dezvoltarea dreptului internațional, care are apoi impact asupra legislației naționale. Acest lucru poate a avea loc în trei faze: prima fază este caracterizată prin dezvoltarea internă a conceptului de independență a justiției, cel de-al doilea prin răspândirea acestor concepte la nivel internațional și punerea lor în aplicare în dreptul internațional, și al treilea de implementare în legislația națională a unor noi principii dezvoltate de comunitarea internațională.
Un exemplu ce ilustrează acest ciclu este Regatul Unit. Prima fază a avut loc în Anglia odată cu dezvoltarea conceptului de independență judiciare în Actul de Instaurare din 1701 (eng. Act of Settlement 1701 ). Cea de-a doua fază s-a petrecut atunci când concepte privind independența judiciară din Anglia s-au răspândit la nivel internațional, și au fost adoptate în legislația națională a altor țări; de exemplu, Anglia a servit ca model pentru ideile lui Montesquieu despre separarea puterilor, părinții fondatori ai Constituției SUA au folosit modelul britanic în formularea Constituției, Articolul III, care este fundamentul independenței judiciare americane. Alte țări ce folosesc drept comun, precum Canada, Australia și India, au adoptat modelul britanic al independenței judiciare.
În ultimele decenii s-a remarcat în Marea Britanie cea de-a treia fază a independenței judiciare, deoarece acest concept a fost influențat semnificativ de principiile dezvoltate de către alte organizații internaționale precum Curtea Europeană a Drepturilor Omului (CEDO). Acest proces a început în 1990 când CEDO a inceput să analizeze cazuri din Marea Britanie, dar s-a acentuat odată cu aplicarea Convenției Europene a Drepturilor Omului în dreptul Britanic prin Legea Drepturilor Omului din 1998, care a intrat în vigoare în Marea Britanie în anul 2000.

### Sistemul de justiție
În ultimii ani, principiul independenței judiciare a fost descris ca una dintre valorile de bază ale sistemului de justiție.

## Link-uri externe
- Independența sistemului judiciar, Partea I. Independența Judecătorilor Partea II - Procuratura Comisiei de la Veneția, 2010